# عملية الرامي الرشيق

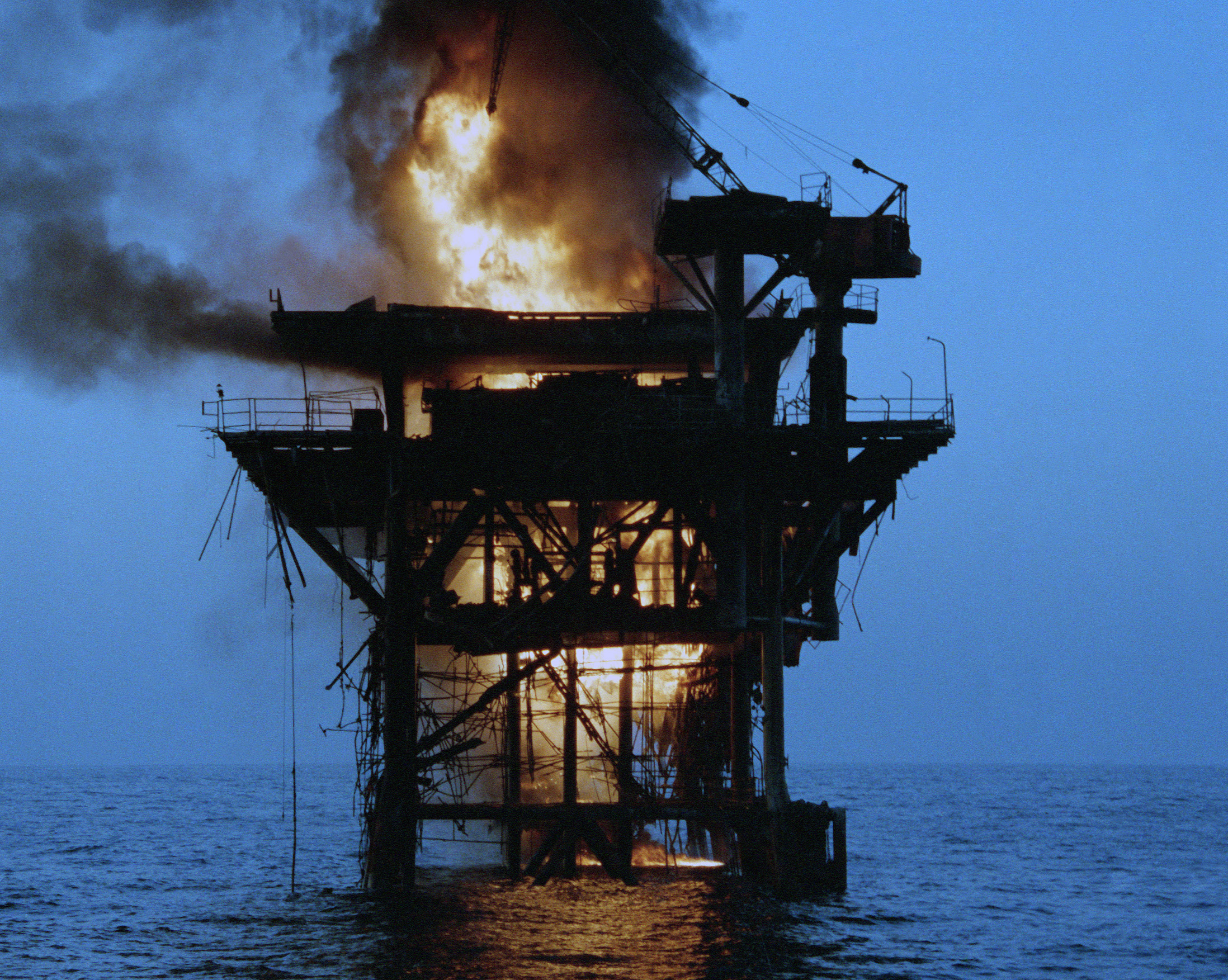
منصة نفط إيرانية تشتعل بها النيران بعد قصفها من قبل البحرية الأمريكية

عملية الرامي الرشيق (بالإنجليزية: Operation Nimble Archer)‏ هي عملية عسكرية نفذتها القوات البحرية الأمريكية في الخليج العربي في 16 أكتوبر 1987 ضد منصات نفطية إيرانية بعد أن قامت إيران بضرب ناقلة النفط الكويتية إم في سي آيل سيتي التي تحمل الأعلام الأمريكية، دمر بالهجوم منصتي نفط لإيران في شمال شبه الجزيرة القطرية.